# 悪い奴ほどよく眠る
『悪い奴ほどよく眠る』（わるいやつほどよくねむる）は、1960年に公開された日本映画。監督は黒澤明で、黒澤プロダクション製作の第1作である。公団の汚職で死に追いやられた父の復讐を果たそうとする男の姿を描く。物語はデュマの小説『モンテ・クリスト伯』を参考にしており、シェイクスピアの戯曲『ハムレット』の影響も指摘されている。

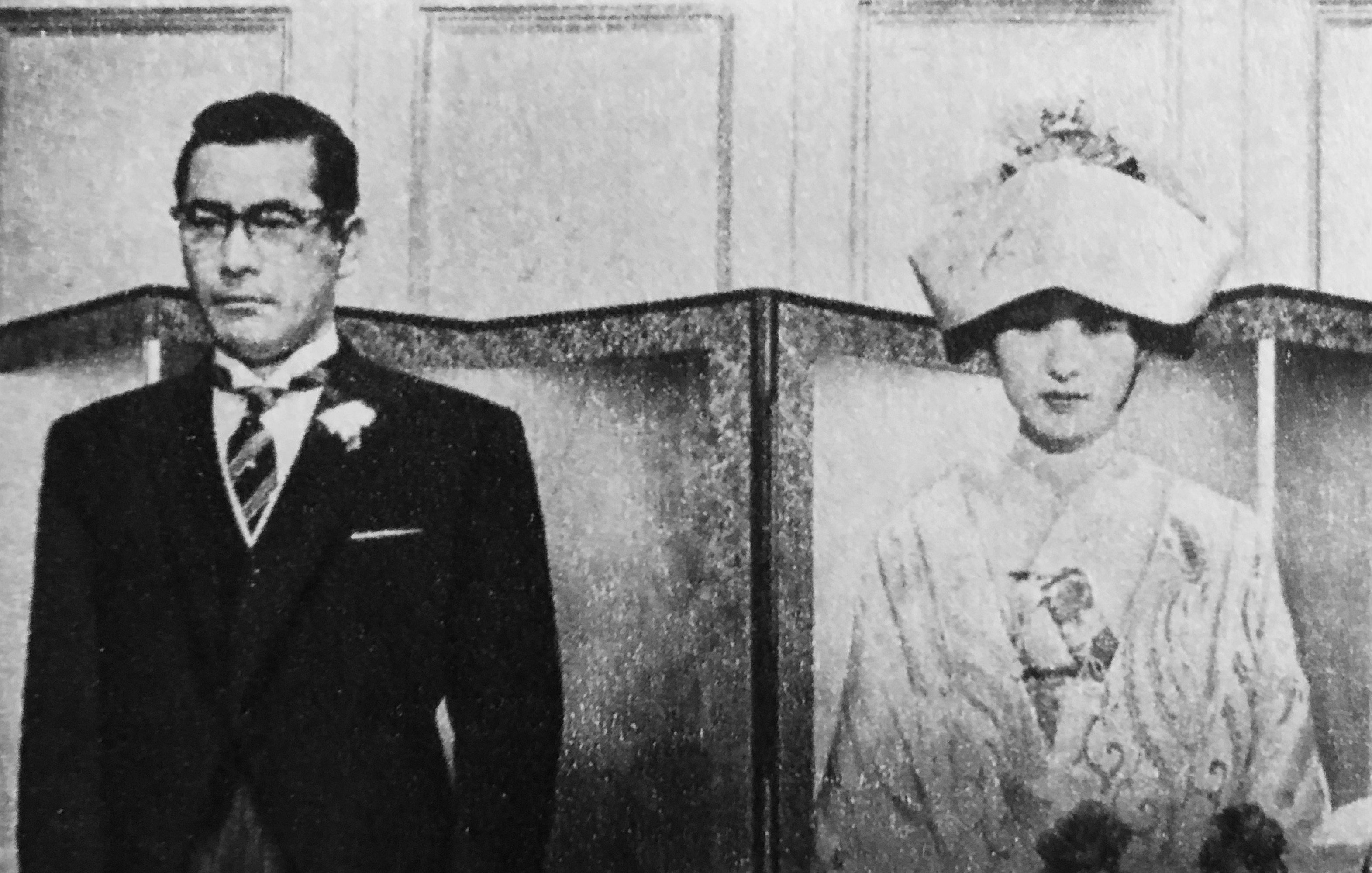
三船敏郎、香川京子

## あらすじ

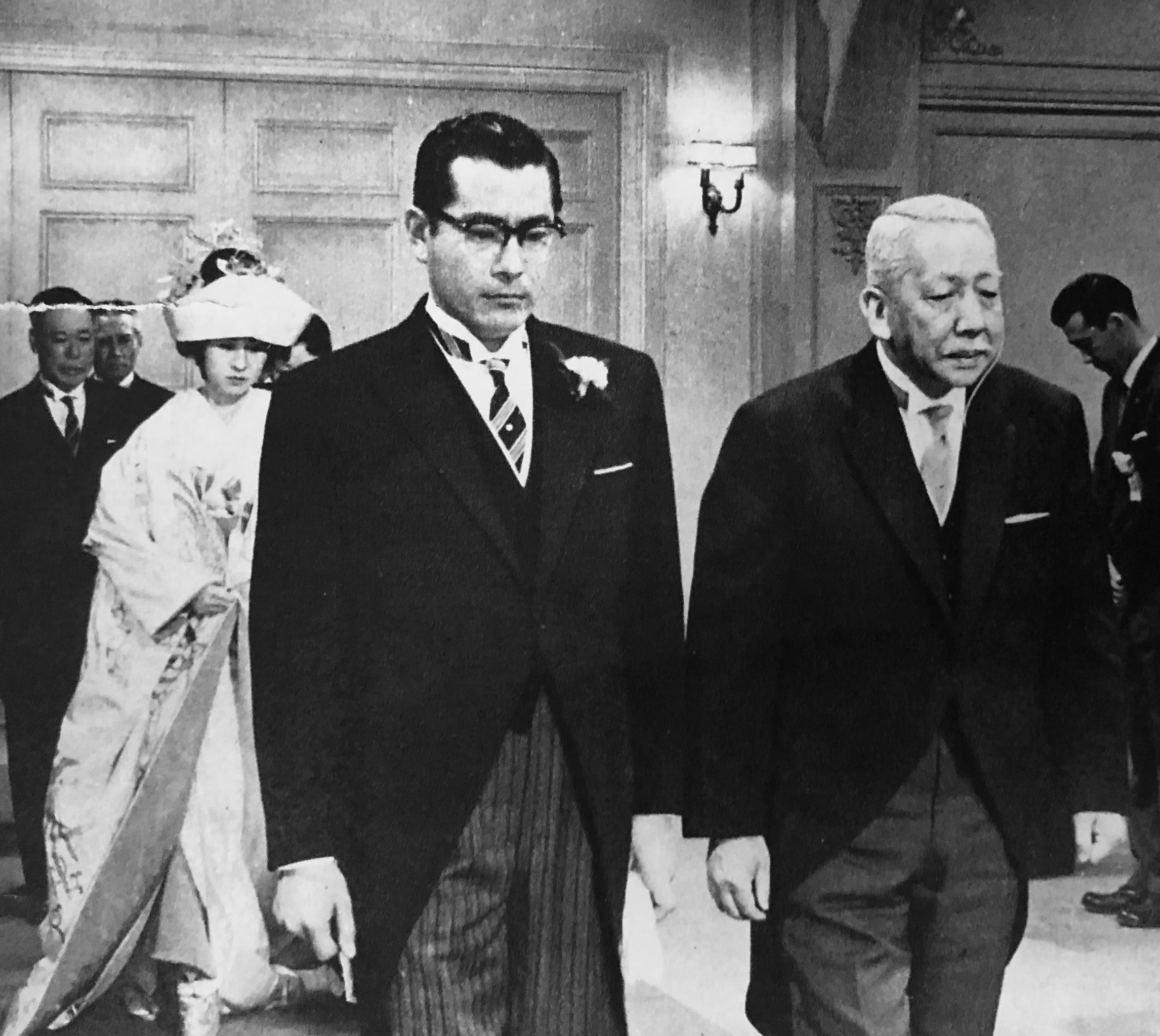
冒頭の結婚式

土地開発公団の副総裁、岩淵の娘・佳子と、岩淵の秘書・西の結婚披露宴が盛大に始まらんとしている。汚職疑惑のある公団だけに記者もつめかけており、足に障害を抱えた花嫁を見て出世の踏み台などとのささやきも聞かれる。そのとき、披露宴司会役の公団課長補佐、和田が汚職関与の疑惑で逮捕される。急遽、和田の上司白井が代役を勤めるが、新婦の兄辰夫が祝辞の最後に新郎に向かって、妹を不幸にしたら殺すぞといい、さらに、運ばれてきた公団のビルをかたどったケーキの7階に赤いバラの花が刺さっているのにまた場がざわめく。それは5年前、公団の課長補佐・古谷が飛び降り自殺した窓だったからだ。
逮捕された和田は、検事の尋問に黙秘を通して釈放されたのち、自殺せんと火山の火口に向かうが、それを阻止したのは西であった。西は車から、和田自身の葬式を見せながら、テープレコーダーで隠し取った和田の上司の守山と白井の会話を聞かせる。守山と白井は和田の自殺に安堵し嘲笑っている。西は自分が彼らに復讐を企んでいることを語り、和田を仲間に引き入れる。一方で、岩淵の家のなか、同居している西と佳子夫妻が別々に寝ていることで辰夫は西にやはり出世のための結婚かと疑念を抱き、妹をかわいがってやってくれと頼む。佳子の足は幼い時に辰夫が自転車に佳子を乗せて転倒したのが原因で、辰夫は責任を感じていたからだ。
ある日、白井が汚職による利益の現金を預けている貸し金庫をあけてみると、現金の代わりにやはり7階の窓に×印が付けられている公団ビルの写真がはいっていた。白井は、古谷の死で恨みを持つ者の仕業であると岩淵と守山に説明するが、金庫をあけられるのは白井と死んだはずの和田だけだった上、西が別室で白井の鞄にその現金を入れ返したため、逆に着服したのだろうと疑われてしまう。深夜に憔悴しての帰宅途中、白井は暗がりに和田の姿を見る。驚愕した白井は守山の自宅に駆け込み、和田が生きていると訴えるが、守山は一蹴する。追い詰められた白井が入札汚職の共謀相手である大竜建設の幹部にまで和田の件を喋り始めたため、遅まきながら岩淵と守山は白井を懐柔しようとするが、白井は疑心暗鬼に陥っており、古谷の件も含めて何もかもぶちまけてやると言い出したため、殺し屋に狙われる羽目になる。
その殺し屋から白井を救ったのは西であったが、西は白井を深夜の公団ビルの7階に連れて行くと、5年前にここから飛び降りて自殺した古谷が自分の父親だと明かし、白井を殺そうとする。恐怖のため白井は発狂する。
西は、父を自殺に追い込んだ岩淵の懐に飛び込むため、戦後一緒に闇商売をした盟友板倉と戸籍の交換をし、岩淵の娘、佳子と結婚したのだった。しかし、西は本当に佳子を愛してしまっていた。ところが、西が古谷の私生児だったことが岩淵に露呈し、それを立ち聞きした辰夫までが激怒して猟銃を持ち出してきたため、西は岩淵の家から逃走する。
それでも復讐を果たさんとする西は仲間の板倉と戦禍の廃墟に守山を拉致し、汚職の真相すべてを吐かさんとして監禁する。すべてが明るみに出れば、記者会見をして汚職を暴露、自分は自首すると西は今後のシナリオを語る。そんなとき和田が失踪したかと思うと、佳子をともなって廃墟に戻ってくる。和田は佳子に、西が佳子を愛していることを告げに行ったのだった。佳子の体には触れていなかった西は、その日初めて佳子を抱擁するが、そこで佳子は、西から父親の犯罪を知らされる。
ひとり外出から帰ってきた佳子を見た岩淵は、佳子が西に会ってきたと察し、辰夫が狩猟に行ったことを利用して、辰夫が西を殺しに行ったと嘘をつき、西の居場所を佳子から聞き出す。父に飲まされた眠り薬による眠りから目覚めた佳子は、鴨狩りから帰ってきた辰夫に起こされて驚き、ふたりは西のところへ向かう。廃墟へ再び来て見ると、板倉がひとり嗚咽している。西が酔っ払い運転による事故に見せかけて殺されたのだった。辰夫は、ショックで廃人のようになった佳子を抱きかかえて岩淵の下へ行き、親子の縁を切ると告げて去る。岩淵は動転するが、謎の人物からの電話で、「一時外遊でもして、ほとぼりが冷めるのを待て」と指示され、安堵する。

## キャスト
- 西幸一：三船敏郎
- 岩淵（日本未利用土地開発公団副総裁）：森雅之
- 岩淵佳子：香川京子
- 岩淵辰夫：三橋達也
- 守山（公団管理部長）：志村喬
- 白井（公団契約課長）：西村晃
- 板倉 : 加藤武
- 和田（公団契約課課長補佐）：藤原釜足
- 野中（検事）：笠智衆
- 岡倉（検事）：宮口精二
- 新聞記者：三井弘次
- 有村（公団総裁）：三津田健
- 大竜建設顧問弁護士：中村伸郎
- 刑事：藤田進
- 堀内（地検検事）：南原伸二（南原宏治）
- 三浦（大竜建設経理担当重役）：清水元
- 新聞記者：田島義文
- 波多野（大竜建設社長）：松本染升
- 事務官：土屋嘉男
- 金子：山茶花究
- 和田の妻：菅井きん
- 古谷の妻：賀原夏子
- 守山の妻：田代信子
- 有村の妻：一の宮あつ子
- 和田の娘：樋口年子
- 新聞記者：近藤準
- 挙式接待係：佐田豊
- タクシー運転手：沢村いき雄
- 新聞記者：横森久
- 殺し屋：田中邦衛
- 検事：桜井巨郎
- 公団管理部：清水良二
- 建設会社員：生方壮児、土屋詩朗
- 岩淵家女中：小沢経子、峯丘ひろみ
- 貸金庫受付：上野明美
- 新聞記者：小玉清（後の児玉清）（ノンクレジット）
- 新聞記者：袋正（ノンクレジット）
- カメラマン:宇南山宏（ノンクレジット）

## スタッフ
- 製作：田中友幸、黒澤明
- 監督：黒澤明

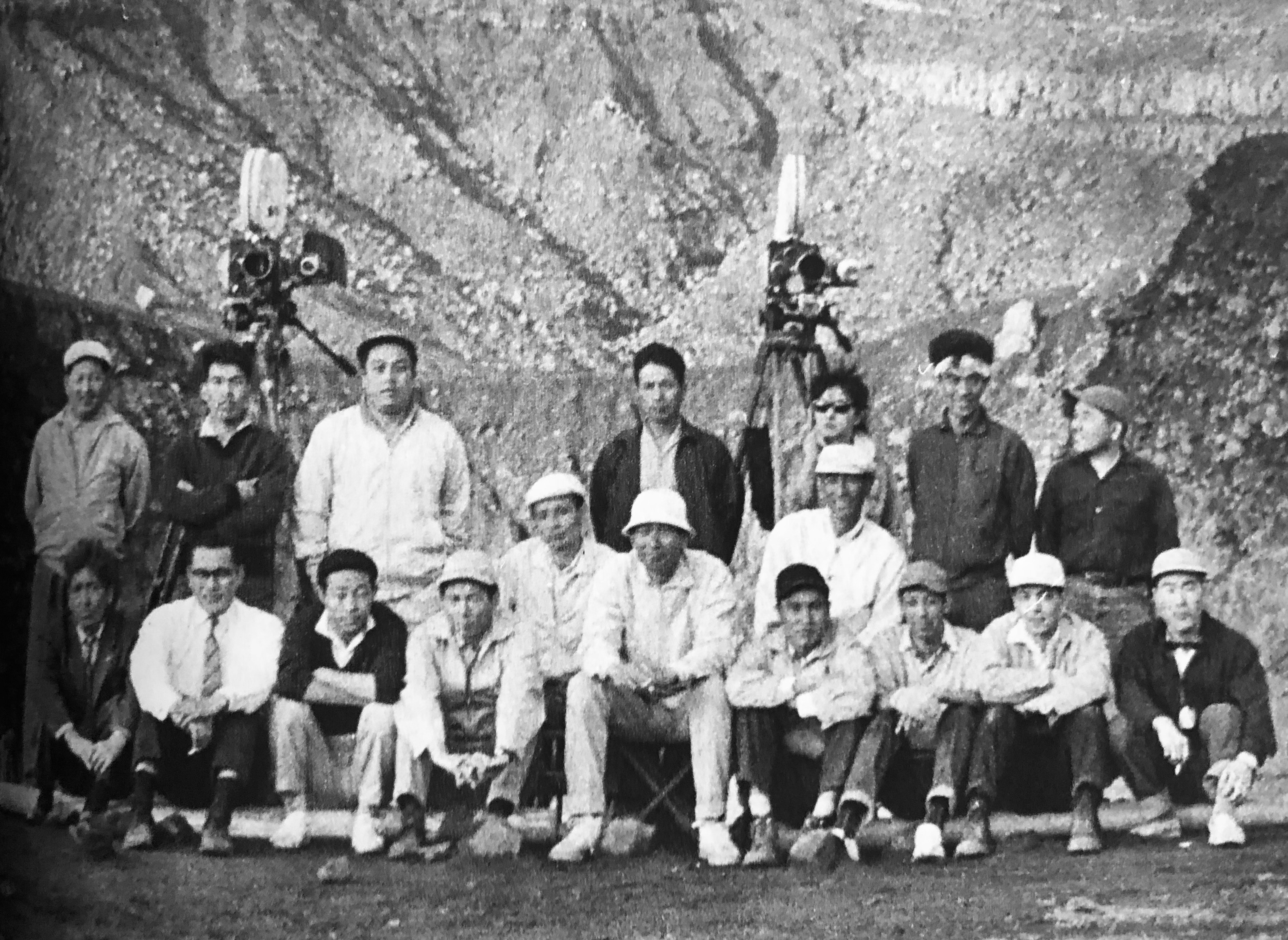
映画のスタッフ、キャスト

- 脚本：小國英雄、久板栄二郎、黒澤明、菊島隆三、橋本忍
- 撮影：逢沢譲
- 美術：村木与四郎
- 録音：矢野口文雄、下永尚（整音担当[5]）
- 照明：猪原一郎
- 音楽：佐藤勝
- 監督助手（チーフ助監督）：森谷司郎
- 特殊技術：東宝技術部
- 現像：キヌタ･ラボラトリー
- 製作担当者：根津博
- 助監督：坂野義光、西村潔、松江陽一、川喜多和子[5]

## 製作
黒澤明は、前作『隠し砦の三悪人』の製作日数と予算が大幅超過し、頭を悩ませた東宝側の要請に応じる形で、1959年に東宝との折半出資で「黒澤プロダクション」を設立した。黒澤は独立して最初から儲けばかりを狙う作品では観客に失礼だから、なにか社会的意義のある題材を取り上げようと考えた。そこで汚職を題材とする本作を作ることになるが、そのアイデアを提供したのは黒澤の甥の井上芳男である。井上は自分の書いた脚本を黒澤に見せていたが、ある日黒澤に「いつも政治や官僚の汚職のことばかり書いているけど、そういう汚職に関わる連中を成敗する話を、書いたらどうかな」と言われたことで、『悪い奴の栄華』という題名の作品を書き、これを原案に本作の脚本が練られた。
脚本には黒澤、小國英雄、久板栄二郎、橋本忍、菊島隆三の5人が参加し、黒澤作品の共同脚本では最多人数となるが、最初から最後まで参加したのは黒澤と久板だけで、小國、橋本、菊島は体が空いているときにしか参加しなかった。橋本は2週間限定で脚本料なしのボランティアのようにかかわった。菊島も別の企画に追われていたため限られた期間しか参加せず、菊島が合流した時には最初の40ページほどが完成していた。小津安二郎はそのことをズバリ指摘し、菊島に「あれは久板と黒澤がカッカして書いて、君と橋本君は寝てたんだろう」と話したという。
脚本執筆には時間を要し、20日間の合宿を4回も行い、通算80日ぐらいかかった。脚本はまず具体的な進め方を話し合い、それからシーンごとに分担を決めて書き、それを最後に黒澤が整理するという流れで進められたが、途中で思わぬ方向に話が進んでしまって書き直しすることが多かった。また、汚職の構造にまでせまると会社が企画を認めないため、実際の事件や人物に類似しないように配慮しなければならず、汚職の実態をリアルに描くことにも難航した。
1960年1月26日に製作発表を行い、3月22日に撮影開始した。主なロケーションは、守山を監禁する廃墟が愛知県豊橋市の海軍工廠跡、和田が自殺未遂する火山が阿蘇山、古谷が自殺したビルが丸の内ビルディング、拘置所門前が横浜刑務所である。7月27日にダビング作業を開始し、8月22日に検定試写が行われた。製作直接費は8254万円となっている。

## 評価
第34回キネマ旬報ベスト・テンでは日本映画第3位に選ばれ、橋本忍が脚本賞を受賞した。第15回毎日映画コンクールでは森雅之が男優助演賞、佐藤勝が音楽賞を受賞した。公開当時の国内の批評は、好意的批評が黒澤の演出力と話術を評価し、否定的批評が逆に黒澤演出の力みの強さを欠点とした。主人公は倫理的に正しいが、その思考と行動が庶民感覚から程遠く、その点を批判する批評もあった。また、汚職というシビアな題材にサスペンスドラマの娯楽性を盛り込んでいるが、興行的には失敗した。
アメリカでの批評は賛否両論だった。タイム誌は「『悪い奴ほどよく眠る』はこれまでに黒澤が作った訴求力の強い映画と比べると劣るのかもしれないが、一流ジャーナリズムに匹敵する通俗のエネルギーがあり、鋭く、現代的で、非常に道徳的な真面目さがある」と評した。ニューヨーク・タイムズ紙のボズレー・クラウザーは「黒澤が作り出した力強く興味深い映画―やや冗長で、終わり近くは変に感傷的だが、主題を掴んでいる観客をずっと飽きさせない面白さを持っている」と評した。映画批評集積サイトのRotten Tomatoesには20件のレビューがあり、批評家支持率は100%で、平均点は7.70/10となっている。
フランシス・フォード・コッポラは本作を高く評価しており、冒頭の結婚式のシーンについて「本音とたて前がまるっきり違うところなどは、シェイクスピアなんかよりずっとおもしろい」「このシーンほど完璧なものを、他の映画で観たことがない。現代的なストーリーの要素が、分かりやすく、秩序立てて構成され、謎めいた悲劇が詩的に解明されていく」と語っている。コッポラが監督した『ゴッドファーザー』（1972年）の冒頭の結婚式のシーンは、本作の冒頭の結婚披露宴のシーンから着想を得ている。2012年にBFIの映画雑誌サイト・アンド・サウンドが発表した「史上最高の映画ベストテン」の監督投票でも、コッポラは本作をベスト映画の1本に投票した。

## その他
- 本作で佳子を演じた香川は、終盤で三橋演じる辰夫の車から降りるシーンで、シートベルトをしていなかったので誤って車がブレーキをかけて止まった反動で、フロントガラスに頭から突っ込んでしまい、顔を何針も縫うほどの大怪我を負ってしまった。傷も大きかったので、香川は「もう女優の仕事はダメかもしれない」と引退を本気で覚悟したという。このとき香川が運ばれた病院にマスコミが集まってくるが、三船敏郎が香川の病室のドアの前に立ち、すべての取材を断っていたという[27]。
- タイトルは、「本当に悪い奴は表に自分が浮かび上がるようなことはしない。人の目の届かぬ所で、のうのうと枕を高くして寝ている」との意味であり、冒頭のみならず、ラストシーンでもタイトルが大きく出る。

## テレビドラマ版
2010年3月5日、フジテレビジョン系列「金曜プレステージ」に、黒澤明生誕100年企画として同作が村上弘明主演、黒沢直輔監督でリメイクされた。